# Turbomeca Arrius
El Turbomeca Arrius es un motor para helicópteros desarrollado por el fabricante francés Turbomeca. Tiene la estructura clásica de Arrius (compresor, turbina del generador de gas y turbina centrífuga de energía) y es gobernado por una unidad de control hidromecánica de combustible diseñada gracias a la experiencia ganada en la familia Arriel. 
Abarca apenas dos módulos para un mantenimiento más fácil: un módulo de la caja de engranajes reducido y un módulo del generador de gas. El Arrius 2F es de bajo consumo y de motor "amistoso" con el medio ambiente. Es fácil de mantener, rápido, silencioso y operacionalmente eficaz. Su TBO (tiempo entre el reacondicionamiento) es 2800 horas.
Con el Arrius 2F, Turbomeca entra a formar parte del Eurocopter Colibri (usado por el Cuerpo Nacional de Policía de España). Está particularmente bien diseñado para las misiones civiles y militares, que son realizadas generalmente por los helicópteros ligeros.

## Aplicaciones
- Eurocopter AS355 N Ecureuil 2 (2× Arrius 1A)
- Eurocopter AS355 NP Ecureuil 2 (2× Arrius 1A1)
- Eurocopter AS555 Fennec (2× Arrius 1M)
- Agusta A109 Power (2× Arrius 2K1/2K2)
- Eurocopter EC135 T1 (2× Arrius 2B1/2B1A)
- Eurocopter EC135 T2 (2× Arrius 2B2)
- Eurocopter EC635 T1 (2× Arrius 2B1/2B1A)
- Eurocopter EC635 T2 (2× Arrius 2B2)
- Eurocopter EC120B Colibri (1× Arrius 2F)
- Kamov Ka-226T (2× Arrius 2G2)

## Características técnicas
- Potencia: 375 kW / 511 CV

- Longitud: 1352 mm

- Ancho: 448 mm

- Alto: 674 mm

- Velocidad del rotor: 6000 rpm